# Elizabeth Little
Elizabeth Little (3 ottobre 1960) è un'ex tennista australiana.

## Biografia
Anche i suoi figli John e Sally Peers sono tennisti.

## Carriera
In carriera ha raggiunto due finali di doppio al Kent Championships nel 1979 e al WTA Austrian Open nel 1981. Nei tornei del Grande Slam ha ottenuto il suo miglior risultato raggiungendo le semifinali di doppio agli Australian Open nel 1979, in coppia con la connazionale Keryn Pratt.

## Statistiche

### Doppio

#### Finali perse (2)
| Numero | Anno           | Torneo                        | Superficie  | Compagna       | Avversarie in finale           | Punteggio     |
| 1.     | 10 giugno 1979 | Kent Championships, Beckenham |             | Keryn Pratt    | Jo Durie Debbie Jevans         | non disputata |
| 2.     | 19 luglio 1981 | WTA Austrian Open, Kitzbühel  | Terra rossa | Yvonne Vermaak | Claudia Kohde Kilsch Eva Pfaff | 4-6, 3-6      |